# Декстер: Новая кровь
«Декстер: Новая кровь» (англ. Dexter: New Blood) — американский мини-сериал, анонсированный в октябре 2020 года. Является продолжением сериала «Декстер». Мини-сериал состоит из 10 эпизодов. Майкл Си Холл спустя восемь лет после выхода восьмого сезона вновь исполнил роль Декстера Моргана. Трансляция мини-сериала в США прошла с 7 ноября 2021 года по 9 января 2022 года на канале Showtime.

## Сюжет
Действие происходит через 10 лет после окончания восьмого сезона. Декстер Морган ведёт жизнь законопослушного гражданина в небольшом городке Айрон Лейк (вымышленный город в штате Нью-Йорк) под именем Джима Линдси. Он работает в магазине по продаже оружия и встречается с местным начальником полиции Анджелой Бишоп, подавив в себе тягу к убийствам. Однако после того, как в городке происходит серия компрометирующих Декстера событий, в нём просыпается «тёмный попутчик».

## В ролях

### Главные роли
- Майкл Си Холл — Декстер Морган / Джим Линдси
- Дженнифер Карпентер — Дебра Морган
- Джек Олкотт — Гаррисон Морган[2]
- Джулия Джонс — начальник полиции Анджела Бишоп
- Джонни Сикуойя[англ.] — Одри Бишоп
- Алано Миллер[англ.] — сержант Логан
- Клэнси Браун — Курт Колдуэлл

### Роли второго плана
- Майкл Сирил Крейтон — Фред-младший
- Кейти Салливан — Эстер
- Стив Робертсон — Мэтт Колдуэлл
- Джейми Чон — Молли Пак
- Оскар Уолберг — Зак
- Дэвид Магидофф — Тедди Рид

### Специально приглашённые звёзды
- Джон Литгоу — Артур Митчелл / «Троица»
- Дэвид Зейес — капитан Анхель Батиста

## Эпизоды
| № | Название                                                      | Режиссёр           | Автор сценария                     | Дата премьеры   | Зрители в США (млн) |
| --- | ------------------------------------------------------------- | ------------------ | ---------------------------------- | --------------- | ------------------- |
| 1 | «Резкое похолодание» «Cold Snap»                              | Маркос Сига        | Клайд Филлипс, Адам Рэпп           | 7 ноября 2021   | 0,678               |
| Через десять лет после отъезда из Майами Декстер живет на севере штата Нью-Йорк под вымышленным именем Джим Линдси. Он работает в местном магазине товаров для активного отдыха и встречается с шефом полиции Анджелой Бишоп. Декстер соблюдает строгий распорядок дня, чтобы контролировать свои порывы к убийству, и прислушивается к советам Дебры, которую он все еще видит в своем воображении. Однако распорядок Декстера нарушается, когда его находит сын Гаррисон, а безрассудный местный житель по имени Мэтт Колдуэлл заставляет Декстера продать ему полуавтоматическое оружие. Декстер узнает, что Колдуэлл однажды столкнулся на своей моторной лодке с другим судном, в результате чего погибли пять человек. Хотя об этом сообщили как о несчастном случае, друг Колдуэлла уверяет Декстера, что это было сделано намеренно. Когда Колдуэлл незаконно стреляет в белого оленя, которого Декстер часто видит во время своих ежедневных походов, «темный попутчик» Декстера начинает всплывать на поверхность. |                                                               |                    |                                    |                 |                     |
| 2 | «Долбаная буря» «Storm of Fuck»                               | Маркос Сига        | Уоррен Хсу Леонард                 | 14 ноября 2021  | 0,560               |
| Декстер пытается снова стать отцом для своего сына Гаррисона, во время чего Гаррисон рассказывает ему, что бывшая любовница Декстера и опекун Гаррисона Ханна Маккей умерла от рака поджелудочной железы за 3 года до этого, в результате чего Гаррисон переходил из приемной семьи в приемную, прежде чем искать Декстера. Декстер работает над тем, чтобы его первое за 10 лет убийство, осталось ненайденным, хотя Анджела, подруга начальника полиции Декстера, возглавляет поиски Мэтта в заповедных лесах плантаций коренных американцев рядом с Айрон-лейк. Тем временем Гаррисон начинает устанавливать связь с дочерью Анджелы — Одри. Декстеру удается замести следы. На протяжении всего эпизода бездомную, путешествующую автостопом девушку из предыдущего эпизода видят в комнате одну. В комнате есть камера, и она понимает, что за ней наблюдают после ночи, проведенной в одиночестве за выпивкой, и обнаруживает рядом с камерой надпись, кажется, написанную кровью: «Ты уже мертва». |                                                               |                    |                                    |                 |                     |
| 3 | «Дымовые сигналы» «Smoke Signals»                             | Сэнфорд Букстейвер | Дэвид Макмиллан                    | 21 ноября 2021  | 0,325               |
| Декстер вынужден перевезти тело, узнав, что шеф Бишоп привлекает кинологическую команду. Неизвестный убийца, похитивший бездомную девушку, застреливает ее после того, как позволил ей сбежать из бункера. Декстер видит подвыпившего Курта, наслаждающегося снегом, и, сочтя это подозрительным, расспрашивает его и предлагает подбросить домой. Курт говорит, что ему стало легче, потому что его сын только что позвонил ему по видеосвязи. Гаррисон начинает ходить в школу и дружит с одноклассником, над которым издеваются, а затем сдерживает нападение хулигана, сжимая ему горло. Декстер уверяет Дебру, что его последнее убийство — это «раз и навсегда», так как он хочет сосредоточиться на том, чтобы стать хорошим отцом. |                                                               |                    |                                    |                 |                     |
| 4 | «Г — значит герой» «H is for Hero»                            | Сэнфорд Букстейвер | Тони Солтцмен                      | 28 ноября 2021  | 0,460               |
| Декстер спешит в школу после того, как все в городе узнают, что произошел инцидент. Гаррисон рассказывает Декстеру и шерифу Анджеле, что Итан ударил его ножом после того, как Гаррисон попытался отговорить Итана от задуманной им стрельбы в школе. Затем Гаррисон якобы отобрал нож у Итана и порезал ему ногу, но Декстер возвращается после уроков и по крови на месте преступления делает вывод, что Итан был невиновен, а Гаррисон напал на него первым. Молли Парк предлагает шерифу Анджеле свою помощь в выяснении того, что случилось с пропавшими в округе девочками, и Анджела рассказывает ей, что стала полицейским из-за исчезновения подруги детства Айрис. Курт знакомится с бездомной девушкой в закусочной, а позже отводит ее в хижину, где снайпер убивает своих жертв. |                                                               |                    |                                    |                 |                     |
| 5 | «Побег» «Runaway»                                             | Маркос Сига        | Вероника Уэст                      | 5 декабря 2021  | 0,549               |
| Гаррисон отправляется на вечеринку с другими студентами, где употребляет наркотики и получает передозировку. Декстер планирует убить дилера, который поставлял наркотики, но Логан прибывает прежде, чем Декстер успевает усыпить его. Он узнает личность человека, который делает таблетки, и планирует убить его, но вынужден импровизировать на столе после того, как его прервал Логан; вместо этого Декстер заставляет его нюхать чистый порошок фентанила, что приводит к передозировке. Курт приводит бездомную девушку к себе домой. Она отказывается играть в план Курта; вместо этого она бросается на Курта, который вынужден выстрелить ей в глаз, что заставляет его расстроиться. Анджела и Молли посещают Нью-Йорк, где узнают, что Мэтт не зарегистрировался в отеле, а Курт им солгал. Анджела узнает настоящую личность Декстера, вспомнив свой разговор с Анхелем Батистой на полицейском съезде. |                                                               |                    |                                    |                 |                     |
| 6 | «Слишком много сэндвичей с тунцом» «Too Many Tuna Sandwiches» | Маркос Сига        | Скотт Рейнолдс, Уоррен Хсу Леонард | 12 декабря 2021 | 0,695               |
| Анджела расстается с Декстером, потому что их отношения были построены на лжи. Декстер узнает, что Курт — серийный убийца. Анджела находит тело своей подруги детства в Пещерах Кларка и обращается к Декстеру за его навыками анализа места преступления. «Тёмный попутчик» Гаррисона снова раскрывается во время школьного матча по борьбе, и Декстер не знает, как с ним справиться. |                                                               |                    |                                    |                 |                     |
| 7 | «В последний момент» «Skin of Her Teeth»                      | Сэнфорд Букстейвер | Вероника Уэст, Керса Рейн          | 19 декабря 2021 | 0,713               |
| Декстер приходит к выводу, что Айрис была ранена в спину в другом месте, а затем похоронена заживо. Он удаляет один из зубов Айрис и обнаруживает, что она укусила нападавшего. Он передает зуб Анджеле, чтобы найти возможное совпадение ДНК. Анджела также делится с Декстером, что подозревает Курта. Отношения Декстера и Гаррисона продолжают ухудшаться, поскольку Гаррисон стремится больше общаться с Куртом. Декстер посещает закусочную Курта, где заводит с ним разговор об их предыдущих встречах. Неожиданно приезжают Анджела и Логан и арестовывают Курта за убийство Айрис, доставляя его в участок. Декстер понимает, что Курт знает о том, что он убил его сына. Благодаря свидетельским показаниям и 67-процентному совпадению его ДНК, с Курта снимают все обвинения. Гаррисон говорит Декстеру, что ему снились кошмары, но теперь он понимает, что это были воспоминания: он помнит тот день, когда Артур Митчелл убил его мать. На Декстера внезапно нападет человек Курта. |                                                               |                    |                                    |                 |                     |
| 8 | «Нечестная игра» «Unfair Game»                                | Сэнфорд Букстейвер | Тони Солтцмен, Дэвид Макмиллан     | 26 декабря 2021 | 0,566               |
| Декстер убегает от своего похитителя, но его ранят и преследуют по снегу. Позже он одерживает верх и заставляет мужчину признаться в планах Курта, после чего убивает его. Анджела проводит расследование и начинает подозревать, что Декстер убил наркодилера, после того как обнаруживает на них похожие следы от игл. Курт заманивает Гаррисона в свою хижину, где намеревается убить его на глазах у Декстера, как только тот приедет. Однако он убегает после того, как Декстер пытается его сбить. Декстер рассказывает Гаррисону об их общем «темном попутчике», и Гаррисон обнимает его. |                                                               |                    |                                    |                 |                     |
| 9 | «Семейное дело» «The Family Business»                         | Маркос Сига        | Скотт Рейнолдс                     | 2 января 2022   | 0,576               |
| Анджела с трудом справляется с растущим количеством улик против Декстера и узнает, что Молли пропала, а связь Декстера с Гаррисоном углубляется по мере того, как он раскрывает свой кодекс и в конечном итоге узнает, что убивает тех, кто охотится на других. Когда отец и сын вместе охотятся и обнаруживают бункер Курта, заполненный его «трофеями» (включая недавно появившуюся Молли), Курт поджигает хижину Декстера, надеясь выследить его и убить. Когда он узнает, что Декстер и Гаррисон обнаружили его бункер, он готовится бежать из города, но его ловят. Гаррисон настаивает на том, чтобы остаться, чтобы помочь отцу справиться с Куртом, и называет его героем за спасение тысяч жизней, но лужи крови напоминают ему о смерти матери. Оставшись без крова, Декстер и Гаррисон по приглашению Одри останавливаются у сомневающейся Анджелы, которая получает посмертное письмо с титановым винтом от Курта, в котором говорится, что Декстер убил Мэтта. |                                                               |                    |                                    |                 |                     |
| 10 | «Грехи отца» «Sins of the Father»                             | Маркос Сига        | Клайд Филлипс                      | 9 января 2022   | 0,814               |
| Анджела арестовывает Декстера за убийство Мэтта Колдуэлла. Когда он опровергает все доказательства, которые она приводит против него, она связывается с Батистой, который шокирован, узнав, что Декстер Морган все еще жив. Загнанный в угол, Декстер рассказывает Анджеле о бункере Курта, и она оставляет его на попечение Логана для расследования. Декстер снова нарушает свой кодекс и убивает Логана, чтобы сбежать из камеры и воссоединиться с Гаррисоном. Анджела находит бункер и зовет на помощь, но с ужасом обнаруживает, что Логан не отвечает. Готовясь бежать из города, Декстер вступает в спор с Гаррисоном, который понимает, что тот убил невиновного Логана. Они приходят к выводу, что его кодекс несовершенен, что Гаррисон не такой, как он, и что единственный способ для Гаррисона стать «нормальным» — это смерть Декстера. Он инструктирует Гаррисона, как застрелить его из винтовки, чтобы искупить свои неудачи как отца и освободить сына, и его внутренний монолог показывает, что перед смертельным выстрелом он впервые чувствует любовь. Анджела приезжает на место происшествия, даёт Гаррисону немного денег и говорит ему уехать из города и никогда не возвращаться, готовясь взять на себя ответственность за смерть Декстера. Гаррисон читает последнее письмо Декстера к Ханне и уезжает из города с облегчением. |                                                               |                    |                                    |                 |                     |

## Производство

### Разработка
14 октября 2020 года было объявлено о том, что канал Showtime заказал продолжение «Декстера» в виде ограниченного сезона, который будет состоять из десяти эпизодов. Исполнительным продюсером проекта стал Клайд Филлипс, а на главную роль, как и ранее, был утверждён Майкл Си Холл.

### Подбор актёров
В январе 2021 года Клэнси Браун был утверждён на роль Курта Колдуэлла, главного противника Декстера, Дэвид Мадидофф — на роль Тедди, Джулия Джонс — на роль Анджелы Бишоп, Алано Миллер — на роль Логана, Джонни Сикуойя — на роль Одри, а Джек Олкотт — на роль Рэндалла. 11 февраля 2021 года было объявлено, что Джейми Чон и Оскар Уолберг были утверждены на второстепенные роли. В июне 2021 года было подтверждено, что Джон Литгоу в эпизодической роли сыграет Артура Митчелла. В июле 2021 года стало известно, что Дженнифер Карпентер сыграет в роли Дебры Морган. Предполагалось, что Литгоу и Карпентер снимутся во флешбэках, так как их персонажи умерли в предыдущих сезонах. Однако позднее стало известно, что Карпентер станет воображаемым призраком Дебры в сознании Декстера (как ранее было с их отцом Гарри Морганом в исполнении Джеймса Ремара).

### Съёмки
Съёмки сезона начались в феврале 2021 года и завершились в июле того же года. Премьера состоялась 7 ноября 2021 года на канале Showtime.

## Оценки критиков
На сайте Rotten Tomatoes мини-сериал имеет рейтинг 77 % на основании 58 рецензий критиков со средним баллом 7,15 из 10. Консенсус критиков сформулирован следующим образом: «Подкреплённый по-прежнему убедительным изображением главного персонажа в исполнении Майкла Си Холла, „Декстер: Новая кровь“ возвращает часть своей былой репутации, утерянной в сомнительном финале сериала».
На сайте Metacritic рейтинг мини-сериала составляет 61 балл из 100 возможных на основании на 29 рецензий критиков, что означает «в целом положительные отзывы».

## Рейтинги
Финальный эпизод мини-сериала стал самым просматриваемым эпизодом канала Showtime за восемь лет, с момента выхода финала третьего сезона телесериала «Родина»: эпизод «Грехи отца» посмотрело 3 млн зрителей только в воскресенье 9 января. В среднем аудитория мини-сериала составила 8 млн зрителей в неделю на всех официальных платформах. Таким образом, «Декстер: Новая кровь» стал самым популярным сериалом в истории Showtime.
При этом финальный эпизод мини-сериала получил крайне негативные отзывы у зрителей, став самым низкооценённым эпизодом «Декстера» (и оригинала, и мини-сериала) на IMDb: рейтинг эпизода «Грехи отца» составил 4,4 балла, что даже ниже рейтинга финального эпизода восьмого сезона «Декстера» (4,6 балла).